# Миле Китич
Миле Китич (на сръбски: Миле Китић или Mile Kitić), рождено име – Милойко Китич, е известен босненско-сръбски попфолк певец, роден в Босна и Херцеговина. Съпруг е на певицата Марта Савич.

## Биография
Миле идва като новогодишен подарък за родителите си, след три дъщери. Още от малък всички са убедени, че ще стане певец – пее по всички училищни събирания и рецитали. Миле Китич започва своята кариера в средата на 70-те, когато изкарва първите си сингъл плочи. От тях се открояват песните „Aldijana“, „Ja zelim da sam sunce“, „Ljubavi nase sad nema vise“, „O, gitaro“. В началото на 80-те, на 20 век Миле живее в САЩ, но се завръща заради музикалната си кариера. Първият му самостоятелен албум „Ako te budu pitali“ излиза през 1982, а през 1983 – „Jorgovani plavi“. Кариерата му тръгва стремглаво, когато започва да работи с групата „Южни Ветар“. През 1984 г. с ансамбъла издава албума „Casa ljubavi“, едноименната песен е актуална и до днес, а от този албум като хит се откроява и „A mi smo bili“. През 1985 г. излиза албумът „Ja necu ljepsu“, който изстрелва Миле на върха, пилотната песен е тотален хит, както и „Mi smo bili jedan zivot“, „U ritmo tvog srca“ и „Jos bi sanjao plave kose“. През 80-те Миле изкарва още редица хитове с Южни Ветар, като най-големите от тях са „Mogao sam biti car“, „Zbog takve ljubavi se zivi“, „Kockar“, „Hej zivote, hej sudbino“, „Ne pitaj me zaplakaces“, „Primi ovaj buket“, „Nije sreca u ljepoti zene“. През 90-те Миле и Южни Ветар изкарват още редица хитове: „Vuk samotnjak“, „Stavi karte na sto“, „Gubitnik“, „Svi kockari gube sve“, „A, ti“, „Cao, Jelena“, „Majko mila sto si me rodila“, „Gordana“, „Ostavljas me neka ti e srecno“. През 1995 г. Миле и Южни Ветар се разделят след 11 албума и безброй хитове. За Миле колегите казват, че е работохолик, отдаден изцяло на работата. Той е един от малкото изпълнители, които могат да пеят толкова добре на живо, че да звучат все едно са на студиен запис. Въпреки че вече над 30 години е на сцена, Миле е един от най-актуалните попфолк изпълнители в Сърбия и в страните от бивша Югославия. Работи в „Гранд Прадакшън“ с Перица Здравкович, който е автор на повечето му хитове.

## Дискография

### Студийни албуми
- 1982 – Moja slatka mala
- 1983 – Jorgovani plavi
- 1984 – Čaša ljubavi
- 1985 – Ja neću lijepšu
- 1986 – Kocar
- 1987 – Mogao sam biti Car
- 1988 – Što da ne
- 1989 – Osvetnik
- 1990 – Stavi karte na sto
- 1991 – Gledaj me u oci
- 1992 – Ćao, Jelena
- 1993 – Vuk samotnjak
- 1994 – Moj sokole
- 1995 – Okreni jastuk
- 1996 – Ratnik za ljubav
- 1997 – Ostaj ovde
- 1998 – Do srece daleko, do boga visoko
- 1999 – Tri života
- 2000 – Zlato, srebro, dukati
- 2001 – Plava ciganka
- 2002 – Policijo oprosti mi
- 2004 – Zemljotres
- 2005 – Šampanjac
- 2008 – Šanker
- 2012 – Paklene godine
- 2013 – Nokaut

### EP албуми
- 1975 – Čija si ljubav/Ja želim da sam sunce ma ja
- 1977 – Brigu brinem, Ti mi beše sve što sam imao
- 1979 – Sanjam li to možda ljudi/O, gitaro
- 1979 – Kad je rekla ne voli me
- 1980 – Mala iz Novog Pazara/Ljubavi nema više
- 1981 – Aldijana/Dvoje zaljubjenih

### Компилации
- 1993 – Mile Kitić I Južni Vetar
- 2007 – The Best Of